# Gåsvarv
Gåsvarv ist ein Ort (Småort) der Gemeinde Älvdalen in der schwedischen Provinz Dalarnas län und der historischen Provinz Dalarna.
Der Ort ist liegt etwa zwei Kilometer südöstlich von Älvdalen am Österdalälven. An Gåsvarv führt der riksväg 70 vorbei. Der Bahnhof an der Älvdalsbahn ist ohne Nutzung. Auf der Strecke findet nur noch Güterverkehr statt.